# Laukhella
Laukhella es una localidad situada en el municipio de Senja, en la provincia de Troms, Noruega. 
Está ubicada al oeste de Silsand en la isla de Senja. Se localiza a lo largo del Laksfjorden, a 5 km de Finnsnes. 
La mayor industria de la zona se dedica a la construcción de casas prefabricadas. El estadio Islandsbotn está ubicado en la localidad y es la sede del equipo de fútbol FK Senja.